# بیولا، میسیسیپی
بیولا (به انگلیسی: Beulah) شهرکی در ایالت میسیسیپی کشور ایالات متحده آمریکا است که جمعیت آن در سرشماری سال ۲۰۱۰ میلادی، ۳۴۸
نفر بوده‌است.